# 哈雷聊天室
哈雷聊天室，是一個即時通信軟體，於2004年中發表。用戶間可以通過互聯網與其他用戶傳送文字、音樂、動畫、等訊息。
使用者須先下載安裝檔後，方可與其他用戶進行交談；其運行環境為：Windows 95/98/Me/2000/XP系統。聊天室交談畫面採用web界面，於執行主程式時需依賴 Windos IE 之溜覽器界面作為使用者之訊息端,且主程式本身不具有表情圖示及音樂盒功能，要在交談中傳送表情圖示，則需要借用已下載至用戶端之Yahoo!奇摩即時通之表情圖示為內部圖示；而音樂盒功能則需要以 RealOne Player 或 Windows Media Player 作為支援。最新的版本為V3.12版。
自2004年11月Yahoo!奇摩以防止罪惡之原因全面關閉聊天室功能後，常使用聊天室的網友，也轉向蕃薯藤聊天室、PChome聊天室及哈雷聊天室。其聊天室的主題主要區分為地區、年齡、文藝、娛樂等大型主分類，並可由使用者自行於該分類下創建主題聊天室。
於當時智慧型手機並不普及的年代，利用電腦進行網路打字聊乃當時之交誼模式之一，甚至有用戶長時間停留於聊天室交談，而有網路成癮行為之研究。
由於智慧型手機無線上網以及其他即時通信軟體之普及，網路多人聊天功能已被個人即時通訊社群取代，該聊天室之上線人數急速銳減，至2017年2月，日均上線用戶數已低於150人，營運商已於2017年2月初預告在2017年3月31日起暫停營運。實際停止營運時間為2017年4月4日16時；營運了近13年(2004-2017)的哈雷聊天室正式走入歷史。

哈雷聊天室v3.12版運行於Windows XP

## 外部連結
- （繁體中文）哈雷聊天室
- 尋夢園聊天室（页面存档备份，存于）
- 6K聊天室（页面存档备份，存于）
- 080聊天室（页面存档备份，存于）